# Kościół św. Anny i klasztor Dominikanów w Haliczu
Kościół św. Anny i klasztor Dominikanów w Haliczu – historyczny, nieistniejący rzymskokatolicki zespół klasztorny obrządku łacińskiego w Haliczu założony w pierwszej połowie XIII wieku.
Klasztor w Haliczu założyli wyparci z Kijowa około 1233 Dominikanie. W nowej stolicy Księstwa Halickiego Lwowie objęli kościółek misyjny św. Jana Chrzciciela. Klasztor w Haliczu założony został w roku 1238 przez św. Jacka Odrowąża. W połowie XVII w. dominikańska siedziba została zniszczona podczas najazdów tatarsko-kozackich. W 1660 starosta halicki i kasztelan krakowski Andrzej Potocki  zbudował dla dominikanów nowy drewniany klasztor z kościołem pw. Św. Anny. 
Klasztor ten uległ kasacie 14 kwietnia 1787.